# Casa Thomas

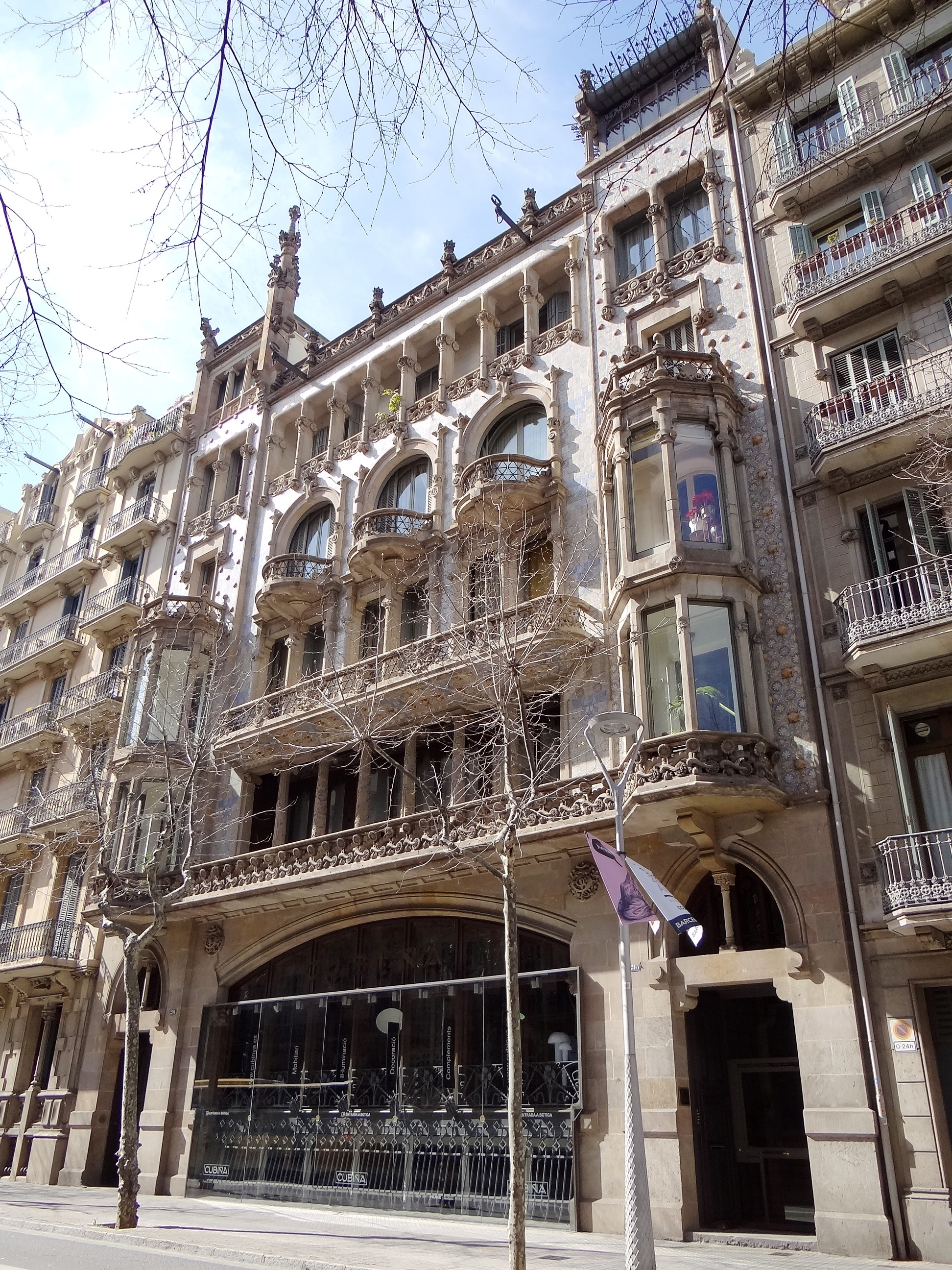
Casa Thomas, Carrer de Mallorca 293, Barcelona, 1895–1898

Die Casa Thomas ist ein Bauwerk des Modernisme in Barcelona. Es wurde von Lluís Domènech i Montaner im Auftrag des Industriellen Josep Thomas i Bigas in den Jahren 1895–1898 erbaut.

## Geschichte
Das Geschäfts- und Wohnhaus Casa Thomas wurde von Domènech i Montaner im Auftrag seines Verwandten Josep Thomas i Bigas als dessen Familienwohnsitz erbaut. Dieser Fotograveur und Drucker hatte seine Niederlassung in der Gran Via und der Erfolg seines Geschäfts veranlasste ihn, einen neuen, größeren Hauptsitz in der Carrer de Mallorca zu bauen, der gleichzeitig der ständige Wohnsitz seiner Familie sein sollte. In diesem Gebäude entstand eine der berühmtesten Druckereien Europas, die mit allen bis dahin bekannten Bildreproduktionstechniken arbeitete: Phototypie, Autotypie (Netzätzung), Lithografie, Chromotypie, Fotografie, Trikromie usw. Diese Druckerei produzierte bis in die 1940er Jahre Postkarten, Bücher, Zeitschriften, Plakate und Landkarten. Derzeit befindet sich in den großen Räumlichkeiten im Erdgeschoss das Designmöbelhaus Cubiñà.
Das Hauptgeschoss wurde als Wohnsitz der Besitzerfamilie Thomas genutzt, die aus Josep Thomas, seiner Frau Mercè Corrons und ihren Zwillingen Eudald und Josep bestand. Zurzeit befindet sich dort die Anwaltskanzlei Antràs Associates.
1912 beauftragten Eudald und Josep Thomas als Erben den Architekten Francesc Guàrdia i Vial, Schwiegersohn von Lluís Domènech, das Einfamilienhaus mit den Nachbarhäusern zu verbinden, um durch eine Vermietung Gewinne erzielen zu können. Diese Erweiterung, die mit Genehmigung von Domènech durchgeführt wurde, respektierte den ursprünglichen Stil und bestand aus der Hinzufügung von drei Stockwerken und Galerien an den Seiten der Fassade.

## Beschreibung

### Außenfassade
Die Casa Thomas befindet sich im Stadtteil Eixample mit Fassade und Zugang an der Carrer de Mallorca. Dieses Haus ist eines der besten Beispiele für die neugotische und florale Moderne, die für die Architektursprache von Domènech i Montaner so charakteristisch ist. Auf einem rechteckigen Grundriss umfasst die Struktur dieses Hauses Halbsouterrain, Erdgeschoss, Hauptgeschoss, drei weitere Etagen, Dachböden und eine begehbare Dachterrasse. Hinter der Gesimslinie flankieren zwei Türme, die dem Niveau von Dachböden entsprechen, das Dach und verleihen dem Gebäude ein Profil, das die ansonsten exakte Symmetrie des Gebäudes bricht. Die Gesamtkomposition der Fassade besteht aus einem breiten Zentralkörper, der von zwei seitlichen Baukörpern flankiert wird, die von den beiden Türmen gekrönt werden. Die Fassade hat zwei identische Eingänge, wobei der südliche Zugang derjenige ist, der zum Ladenlokal führt, während der nördliche Zugang zum Vestibül der Treppe bietet.

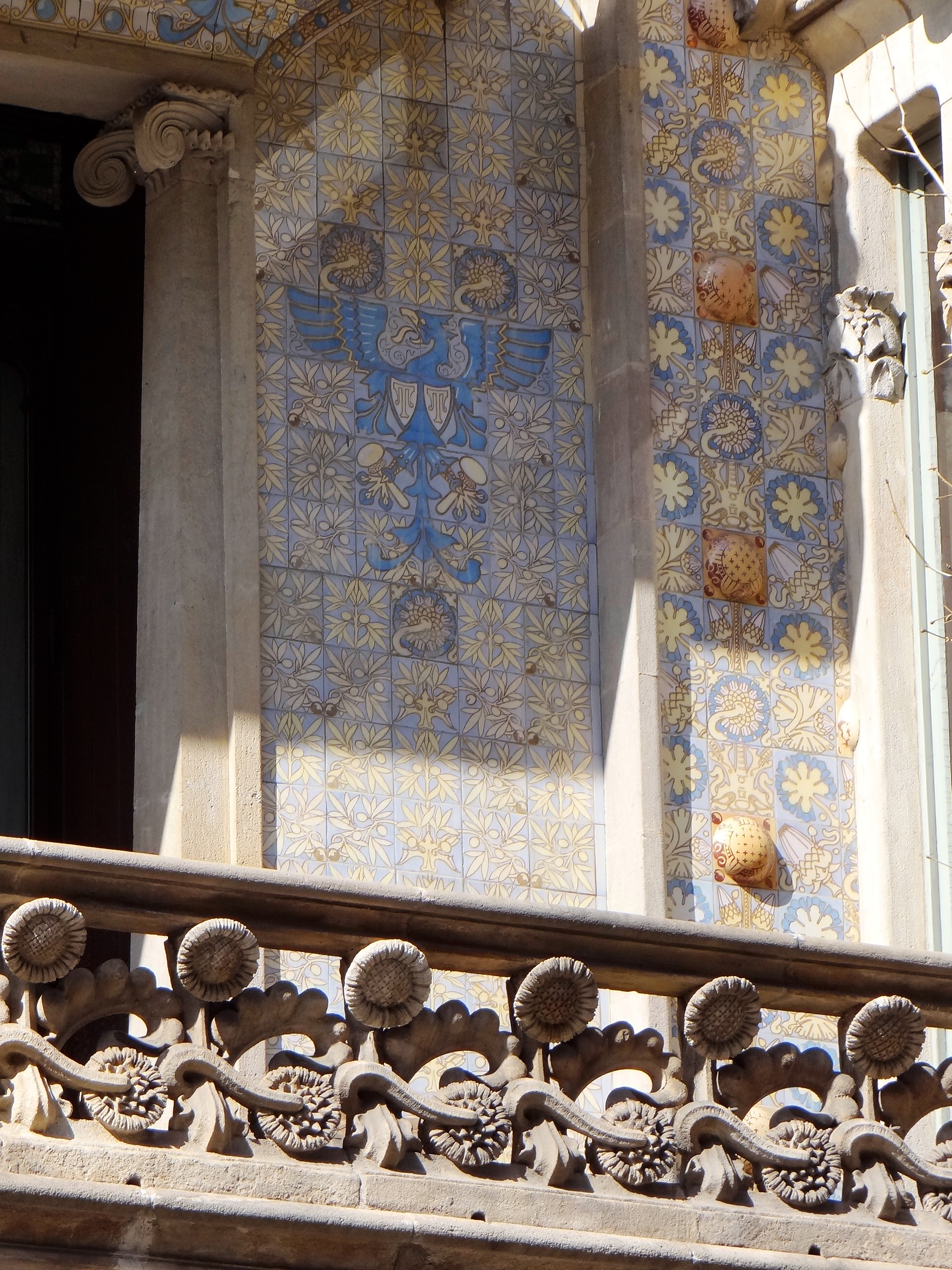
Keramikdekors der Casa Thomas

Die Öffnungen der Fassade sind in Achsen von regelmäßigem Rhythmus, aber in einer vielfältigen Komposition von Fenstern, Balkonen und Galerien strukturiert. Das Erdgeschoss besitzt eine Steinfassade, die sich durch drei Portale zur Straße hin öffnet: Das zentrale Portal besteht aus einem geformten, scharlachroten Lichtbogen und ist eigentlich ein riesiges Fenster, das die Räumlichkeiten des Erdgeschosses und des Souterrains beleuchtet und belüftet. Die flachen Zwickel dieses Bogens sind mit zwei Steinmedaillons verziert, die die Initialen des Besitzers und Auftraggebers auf einem Bett aus Blättern präsentieren. Jedoch der interessanteste Aspekt dieses kolossalen Bogens ist das schmiedeeiserne Gitter des Souterrains und das darauf aufbauende Geländer des Ladenfensters mit seinen floralen Motiven.
Die beiden Seitenportale besitzen eingedrückte konvexe Bögen, die von weiteren Spitzbögen gekrönt werden, die von einem Mittelpfeiler mit einem pflanzlichen Kapitell getragen werden. Diese Mittelpfeiler dienen gleichzeitig als Basis für die großen Konsolen, die die Steinplatten der Tribünen der Seitenkörper stützen. Diese beiden Tribünen sind durch den großen Balkon entlang des Hauptgeschosses miteinander verbunden. Dieser ist mit einem Steingeländer geschmückt, dessen Gestaltung auf ineinander verschlungenen Sonnenblumenstängeln basiert. Vom Hauptgeschoss aufwärts zeigen sich die Wände mit glasierten Keramikfliesen in Blau- und Goldtönen bedeckt, deren Motive blaue Adler, verschiedene Blumen und eingestreute geprägte Halbkugel zeigen. Das Hauptgeschoss öffnet sich zur Straße mittels einer Galerie von Schiebefenstern, die von acht Säulen mit ionischen Kapitellen und kannelierten Schäften getragen wird, welche mit verschiedenen Pflanzen- und Blumenreliefs belegt sind. Die Seitenkörper besitzen zwei sich über zwei Etagen erstreckende Erker in Form halber Oktogone, welche von Steinsäulen mit ionischen Kapitellen eingerahmt sind.
Die Fensteröffnungen des zweiten und dritten Stocks werden von drei großen Rundbögen eingerahmt, die von Fleurons gekrönt sind. Die Öffnungen im zweiten Stock sind durch je eine Mittelsäule in ionischem Stil unterteilt, die die halbkreisförmigen Balkone des dritten Stockwerks trägt. Sowohl die Galerie im zweiten Stock als auch die halbrunden Balkone im dritten Stock sind mit steinernen Adlern und gusseisernem Gitterwerk verziert. Die vierte Etage zeigt sich, sowohl an den seitlichen als auch am zentralen Baukörper, als eine große Galerie in Nachahmung der typischen Solanas der mittelalterlichen Architektur Barcelonas. Die Bögen dieser Galerie werden von säulenartigen Pfeilern mit floralen Kapitellen getragen. Ihre steinernen Geländer wiederholen die Sonnenblumenmotive des ersten Geschosses. Über dieser Galerie befindet sich das Steingeländer der Dachterrasse, das mit geflügelten Drachen verziert ist und von verzierten Fleurons mit den Wappen der vier Balken Kataloniens und dem Kreuz des Heiligen Georg. Beiderseits der Dachterrasse erheben sich die beiden Türme. Der nördliche Turm ist eine Struktur aus Schmiedeeisen und Holz, flankiert von zwei Steinsäulen und überragt von schmiedeeisernen Traufen mit Efeumotiven. Der südliche, etwas höhere Turm präsentiert sich als Galerie mit drei von ionischen Mittelsäulen getrennten Bögen, gekrönt von einer hohen Fiale mit Krone und vierarmiger Kreuzblume.

### Innenansicht

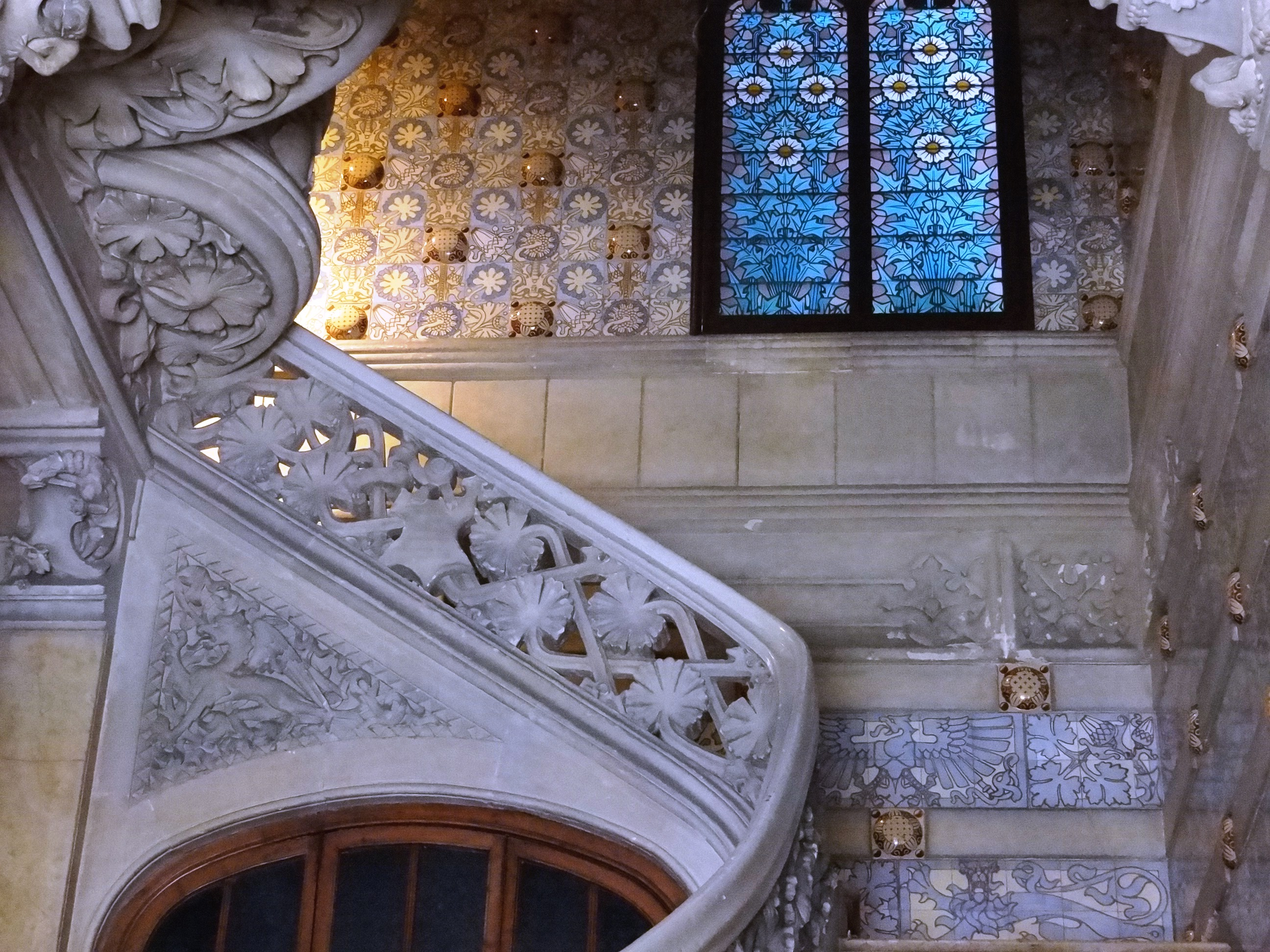
Schmückende Details des südlichen Vestibüls der Casa Thomas

Der Laden im Gebäude beherbergt derzeit ein Designmöbelhaus, behält aber die ursprüngliche Einteilung sowie deren dekorative Elemente bei. So bleiben die weißen Marmorböden und -treppen, die gedrückten konvexen Bögen, die den Raum unterteilen, die schmiedeeisernen Geländer in Form eines „Peitschenschlags“ und die mit Sonnenblumensträußen bemalten Kacheln erhalten.
Das Vestibül mit seiner komplexen Anordnung von Ebenen, die durch Treppen verbunden werden, präsentiert ebenfalls sein ursprüngliches Bild, das mit den Arbeiten des Jahres 1912 übereinstimmt. Erstens überbrückt eine breite Treppe den Höhenunterschied zum großen Treppenabsatz, auf welchem die geschwungene Treppe zum Hauptgeschoss beginnt, und zum anderen führt eine weitere Stufe zu einem zweiten Absatz, der den offenen Raum mit der Treppe zum Nachbarhaus und dem Aufzug in der Mitte enthält. Dieses Vestibül ist mit weißen und goldenen Marmorböden und Pilastern reich verziert und besitzt Wände, die mit glasierten Fliesen mit Dekoren von Adlern, Löwen und Distelsträußen bedeckt sind. Die Kassettendecke ist aus Stuck geformt.
Höhepunkt des Treppenhauses ist das weiße Marmorgeländer mit ausgeformten Palmwedeln, das zu zwei halbkreisförmigen Innenbalkonen führt, die zum Hauptgeschoss überleiten. Erwähnenswert sind auch die floralen Buntglasfenster, die alle Öffnungen im Vestibül und im Treppenhaus zum Nachbarhaus schmücken.